# Senescència
Senescència  o envelliment biològic és el canvi en la biologia d'un organisme a mesura que envelleix després de la maduresa. Tals canvis van des d'aquells que afecten les cèl·lules als que afecten la totalitat de l'organisme. Hi ha un gran nombre de teories respecte a perquè ocorre la senescència; per exemple, alguns postulen que és programat per canvis d'expressió gènica, altres diuen que és causada per l'acumulació de danys causada pels processos biològics.
La senescència no és el destí inevitable de tots els organismes. Una gran varietat d'organismes, incloent-hi alguns animals peciloterms (de sang freda), tenen una senescència sense importància. De fet hi ha hagut recentment èxits científics en rejovenir i allargar la vida d'organismes model animals (en el ratolí, 2.5 vegades; en llevats, 15 vegades; en nematodes, 10 vegades) cosa que dona esperança que l'envelliment en humans també es pugui eliminar o almenys retardar significativament.
El terme senescència deriva del llatí senex, que significa home vell, vellesa, o d'edat avançada.

## Senescència cel·lular
Aquest tipus d'envelliment és el fenomen pel qual les cèl·lules diploides normals perden la seva capacitat de divisió cel·lular.
Un estudi publicat el 2017 trobà que la senescència cel·lular es pot revertir.

## Senescència de tot l'organisme
És l'envelliment de tot l'organisme, però si el procés biològic pot ser frenat, aturat o invertit, és una temàtica en actual especulació i recerca. No és el destí inevitable de tots els organismes; alguns, fins i tot experimenten una disminució crònica de la mortalitat. En general l'envelliment està caracateritzat pel declivi en la capacitat de respondre al desquilibri homeostàtic l'increment per l'estrès i a l'increment del risc de patir malalties associades a la vellesa. La mort és la darrera conseqüència de l'envelliment però la "vellesa" no està reconeguda científicament com una causa de mort perquè sempre hi ha una causa específica. De les aproximadament 150.000 persones que moren cada dia en tot el món, unes dues terceres parts moren per causes relacionades amb l'edat; en els països desenvolupats, la diferència encara és més gran, arribant-ne al 90%. L'envelliment de tot l'organisme és un procés complex que pot ser definit com "un deteriorament progressiu de les funcions fisiològiques, un procés intrínsec relacionat amb l'edat de pèrdua de la viabilitat i increment de la vulnerabilitat".
Hi ha diferències en la taxa d'envelliment entre les espècies, per exemple els ratolins envelleixen en 3 anys i els humans en 80. Aquestes són diferències genètiques que afecten una gran varietat de processos fisiològics, incloent-hi la reparació d'ADN, els enzims antioxidants i les taxes de producció de radicals lliures.
La senescència d'un organisme dona lloc a la llei de mortalitat de Gompertz-Makeham, que diu que la taxa de mortalitat augmenta ràpidament amb l'edat.
Alguns animals, com determinats rèptils i peixos, envelleixen lentament mostrant una senescència negligible i mostren una vida útil molt llarga. Alguns fin i tot mostren una "senescència negativa", en la qual la mortalitat davalla amb l'edat, en desacord amb la llei de Gompertz–Makeham.
Si la senescència replicativa (límit de Hayflick) té un paper causal en l'envelliment dels organismes és en l'actualitat una àrea activa d'investigació.

## Teories de l'envelliment
El procés de la senescència és complex, i pot derivar d'una gran varietat de diferents mecanismes i existeix per una varietat de raons diferents. Tanmateix, la senescència no és universal, i l'evidència científica suggereix que la senescència cel·lular va evolucionar en certes espècies perquè evita l'aparició del càncer. En poques espècies com les del gènere Hydra, la senescència és negligible i no pot ser detectada. Totes aquestes espècies no tenen cèl·lules post-mitòtiques"; elles redueixen l'efecte dels perjudicials radicals lliures per divisió cel·lular i dilució. Aquestes espècies no són immortals perquè eventualment poden ser presa de traumes físics o de malalties. Més encara, dins la mateixa espècie i entre les espècies l'esperança de vida mitjana pot variar molt. Això suggereix que els factors genètics i mediambientals contribueixen a l'envelliment.
En general, les teories que expliquen la senescència es poden dividir entre les teories programades i les estocàstiques. Les programades impliquen que l'envelliment està regulat per rellotges biològics que operen al llarg de tota la vida. Aquesta regulació dependria de canvis en l'expressió gènica que afectaria els sistemes responsables de mantenir, reparar i defensar les respostes. L teoria del cicle reproductiu cel·lular suggereix que l'envelliment és causat pels canvis en el senyalament hormonal al llarg de tota la vida.
Les teories estocàstiques culpen els impactes medioambientals que indueixen el dany acumulatiu a diversos nivells com la causa de l'envelliment, els exemples van des del dany en l'ADN a l'acció perjudicial dels radicals lliures de l'oxigen i els enllaços creuats (cross-linking).

### Teories evolutives
Un gen es pot expressar a diversos estadis de la vida, per tant la selecció natural pot suportar al·lels letals o perjudicials si la seva expressió té lloc després de la reproducció. La senescència podria ser el producte d'aquesta selecció.

### Regulació gènica
D'acord amb la base de dades genètica (GenAge database) hi ha uns 700 gens associats amb l'envelliment en els organismes model: 555 en Caenorhabditis elegans, 87 en el llevat Saccharomyces cerevisiae, 75 en la mosca de la fruita (Drosophila melanogaster) i 68 en el ratolí (Mus musculus).
Llista de gens connectats amb la longevitat en organismes model:
| Podospora | Saccharomyces | Caenorhabditis | Drosophila | M. musculus |
| --------- | ------------- | -------------- | ---------- | ----------- |
| grisea    | LAG1          | daf-2          | sod1       | Prop-1      |
|           | LAC1          | age-1 / daf-23 | cat1       | p66shc *    |
|           | pit-1         | Ghr            |            |             |
|           | RAS1          | daf-18         | mth        | mclk1       |
|           | RAS3          | akt-1 / akt-2  |            |             |
|           | PHB1          | daf-16         |            |             |
|           | PHB2          | daf-12         |            |             |
|           | CDC7          | ctl-1          |            |             |
|           | BUD1          | old-1          |            |             |
|           | RTG2          | spe-26         |            |             |
|           | RPD3          | clk-1          |            |             |
|           | HDA1          | mev-1          |            |             |
|           | SIR2          | aak-2          |            |             |
|           | SIR4-42       |                |            |             |
|           | UTH4          |                |            |             |
|           | YGL023        |                |            |             |
|           | SGS1          |                |            |             |
|           | RAD52         |                |            |             |
|           | FOB1          |                |            |             |

(*) No verificats independentment

### Dany químic

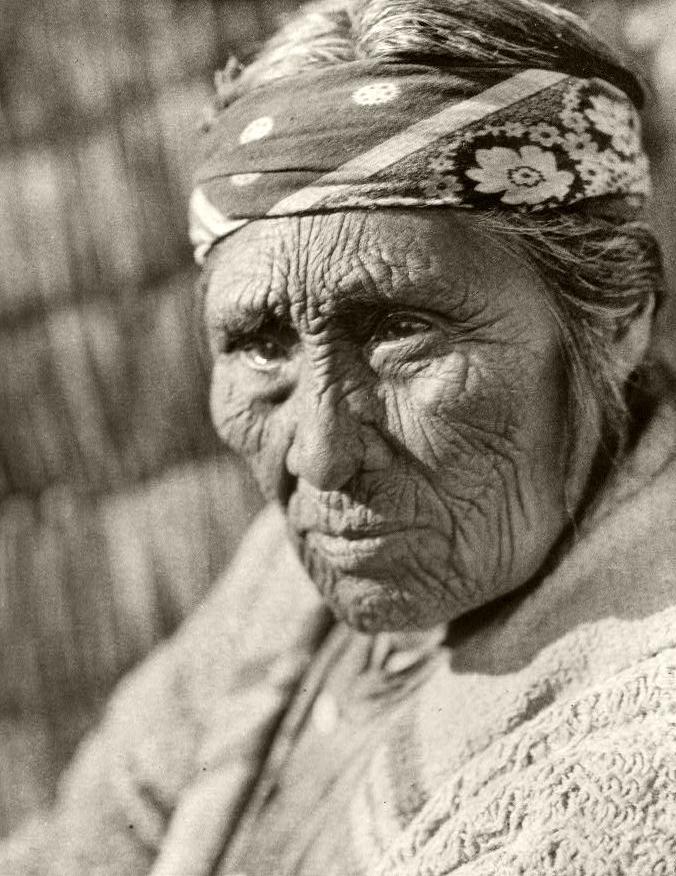
Dona vella klamath fotografiada per Edward Curtis l'any 1924

Una de les primeres teories de l'envelliment va ser la de Raymond Pearl el 1928 (basada en un treball anterior de Max Rubner), que establia que la taxa metabòlica ràpida corresponia amb una durada de vida màxima curta. Però això no explica bé les diferències en la durada de vida entre o dins les espècies per exemple en ocells o ratpenats.
Sobre els danys causats pel metabolisme s'ha suggerit que en biopolímers de vida llarga com proteïnes estructurals o ADN, causats per agents químics habitauls dins del cos com l'oxigen i els sucres són en part responsables de l'envelliment.
Sota condicions aeròbiques normals aproximadament un 4% de l'oxigen metabolitzat pels mitocondris es converteix en ió superòxid que es pot convertir en peròxid d'hidrogen, radical hidroxil i eventualment altres espècies químiques reactives les quals poden generar radicals lliures capaços de perjudicar les proteïnes estructurals i l'ADN.

### Teoria de la fiabilitat
La teoria de la fiabilitat suggereix que els sistemes biològics comencen la seva vida adulta amb una alta càrrega de danys inicials La teoria de la fiabilitat és una teoria general sobre el fracàs dels sistemes.

## Miscel·lània
Recentment un tipus de senescència primerenca s'ha al·legat com a possible resultat no intencionat en els primers experiments de clonació. Aquest tema va sortir en el cas de la clonada ovella Dolly, quan aquesta morí d'una malaltia del pulmó. L'afirmació que l'envelliment prematur estava implicat en la mort de l'ovella Dolly va ser contestat, i el creador de Dolly, Ian Wilmut va dir que probablement que la malaltia i la mort d'aquesta ovella no estaven relacionades amb el fet que era un clon.
En la progèria, que és un conjunt de rares malalties genètiques hereditàries, els qui la pateixen mostren símptomes que semblen els de l'envelliment accelerat incloent les arrugues en la pell. Segons la revista Nature de maig de 2003 el dany a l'ADN i no pas l'estrès oxidatiu és la causa d'aquest envelliment accelerat.